# Nanozoanthus
Nanozoanthus is een geslacht van neteldieren uit de klasse van de Anthozoa (bloemdieren).

## Soort
- Nanozoanthus harenaceus Fujii & Reimer, 2013